# 上原結子
上原 結子（うえはら ゆいこ）は、日本の画家、イラストレーター、成安造形大学准教授。

## 来歴
滋賀県生まれ。成安造形大学在学中に井上直久に師事。絵本雑誌の金子みすゞ特集号の巻頭特集の挿絵を担当。

## 著書
- サンタようちえん（2018年）